# بيل كارليسلي
بيل كارليسلي (بالإنجليزية: Bill Carlisle)‏ هو مغن مؤلف ومغني وموسيقي أمريكي، ولد في 19 ديسمبر 1908 في كنتاكي في الولايات المتحدة، وتوفي في 17 مارس 2003 في ناشفيل في الولايات المتحدة.

## وصلات خارجية
- بيل كارليسلي على موقع IMDb (الإنجليزية)
- بيل كارليسلي على موقع ميوزك برينز (الإنجليزية)
- بيل كارليسلي على موقع ديسكوغز (الإنجليزية)